# Jacqui McShee
Jacqueline « Jacqui » McShee, née le 25 décembre 1943, à Catford (sud de Londres) est une chanteuse anglaise.
La carrière de Jacqui McShee a débuté dans les clubs de folk rock britannique au milieu des années 1960. Après avoir travaillé avec John Renbourn, tous deux forment en 1966 les Pentangle un groupe formé de sommités dans leur domaine.
Jacqui dit qu'elle a commencé à chanter avec sa sœur qu'elle a ensuite remplacé par quatre musiciens.
Pentangle est un des premiers groupe de renouveau folk rock. Toutefois leur audience comprend aussi bien des fans de rock que de pop. Le groupe original joue un mélange de ballades, du blues, et du jazz, en mélangeant souvent ces genres entre eux. Jacqui participa au 65e anniversaire de Derroll Adams, fêté à Courtrai.
En 1994, Jacqui McShee forme un nouveau groupe appelé Jacqui McShee's Pentangle ; en 1995, elle joue comme musicienne de sessions avec son mari Gerry Conway, pour l'album Active in The Parish du chanteur et compositeur David Hughes, et en 1998, elle collabore avec Ulrich Maske pour les albums The Frog and the Mouse et The Cat and the Fiddle ainsi que deux livres destinés à aider les enfants allemands à apprendre l'anglais.

## Discographie
- Jacqui McShee, Danny Thompson, Tony Roberts, Vic Abram, An Album of English Christmas Carols, 1994